# Hydriomena viridata
Hydriomena viridata là một loài bướm đêm trong họ Geometridae.